# Pass
Pass – osada w Polsce położona w województwie mazowieckim, w powiecie warszawskim zachodnim, w gminie Błonie.
We wsi znajdują się pałac z 1830 roku w stylu klasycyzmu, wzniesiony przez warszawskiego przemysłowca Jana Henryka Geysmera i park przypałacowy w widłach rzek Utraty i Rokitnicy oraz bloki mieszkalne byłych pracowników nieistniejących już PGR-ów.
Spadkobiercą ostatnich właścicieli, znacjonalizowanego w 1945 r. pałacu i folwarku, był Ziemowit Jasiński. Od roku 2004 pałac jest w rękach prywatnych, został wyremontowany i przystosowany do obsługi szkoleń, konferencji i kongresów. 
Niegdyś znajdowała się tu 300-hektarowa stacja hodowli roślin. Obecnie w miejscu szklarni znajdują się obszerne hale amerykańskiej firmy Menard Doswell.
Do 1954 istniała gmina Pass. W latach 1975–1998 miejscowość administracyjnie należała do województwa warszawskiego.

## Urodzeni w Passie
- Cecylia Plater-Zyberk